# Calapooia
Calapooia az Amerikai Egyesült Államok északnyugati részén, Oregon állam Linn megyéjében elhelyezkedő önkormányzat nélküli település.